# 서울대학교 성폭력 대책위 사건
서울대학교 성폭력 대책위 사건은 2011년에서 2013년에 걸쳐 서울대학교에서 총학생회, 사회대 학생회, 운동권 단체 등이 얽혀 일어난 사건이다. "성폭력 대책위"의 정식 명칭은 사노위 성폭력 사건의 올바른 해결을 위한 공동대책위원회였다.
2011년, 여성주의 자치단체 "공간"에 소속된 A(여)는 사회주의노동자정당 건설 공동실천위원회ㅡ약칭 "사노위"에 소속된 애인 B(남)에게 이별을 통보받았다. 이때 B는 줄담배를 피웠고, A는 B의 행동이 남성성을 부각시켜 자신을 위축시킨 성폭력 행위라고 사회과학대학 학생회에 고발했다. 당시 사회과학대학 학생회장이었던 유수진(여, 정치인 유시민의 딸이다)은 이것은 개인사적 문제로 판단된다며 제소를 기각하였으나, 이에 A를 비롯한 일부 학생들이 유수진은 가해자를 옹호함으로써 2차 가해를 저지르는 명예남성이라고 주장하며 사태를 확대시켰다. 뒤이어 운영된 공동대책위원회에서도 B와 유수진에 대한 언어폭력은 계속되었고, 견디지 못한 유수진은 2012년 10월 사건을 공개하며 학생회장에서 자진사퇴하였다.
사건은 인터넷을 통해 소위 "담배남 사건"(또는 "담배녀 사건")으로 알려져 2012년 10월경부터 전국적 이슈가 되었다.
2013년 5월 9일, 총학생회가 나서 공개토론회를 열었다. 그러나 사건당사자인 A 및 그 소속단체 "공간"은 입장서만 제출하고 토론회에 참여하지 않는 등 비협조적인 태도를 보였고, 급기야 6월에는 총학생회가 학내 단체인 "공간"을 대자보로 규탄하는 상황이 벌어졌다.
2013년, 서울대학교 사회대 학생회 성폭력 관련 규정에 수정이 이루어졌다. 성폭력의 여부를 피해자의 입장이 아닌 객관적 상황에 따라 판단하도록 했으며, 가해 행위가 실제로 확인되기 전까지 가해자로 지목된 사람을 "가해자"가 아닌 "가해 피의자"로 지칭하도록 했다. 유수진은 담배남 사건보다 공동체의 논의를 통한 결정 과정이 중요한 것이라며, 학칙 수정이 단순한 성폭력 범위 축소로 보도되는() 것은 악의적 축소라고 논평했다.